# グループ・サウンズ

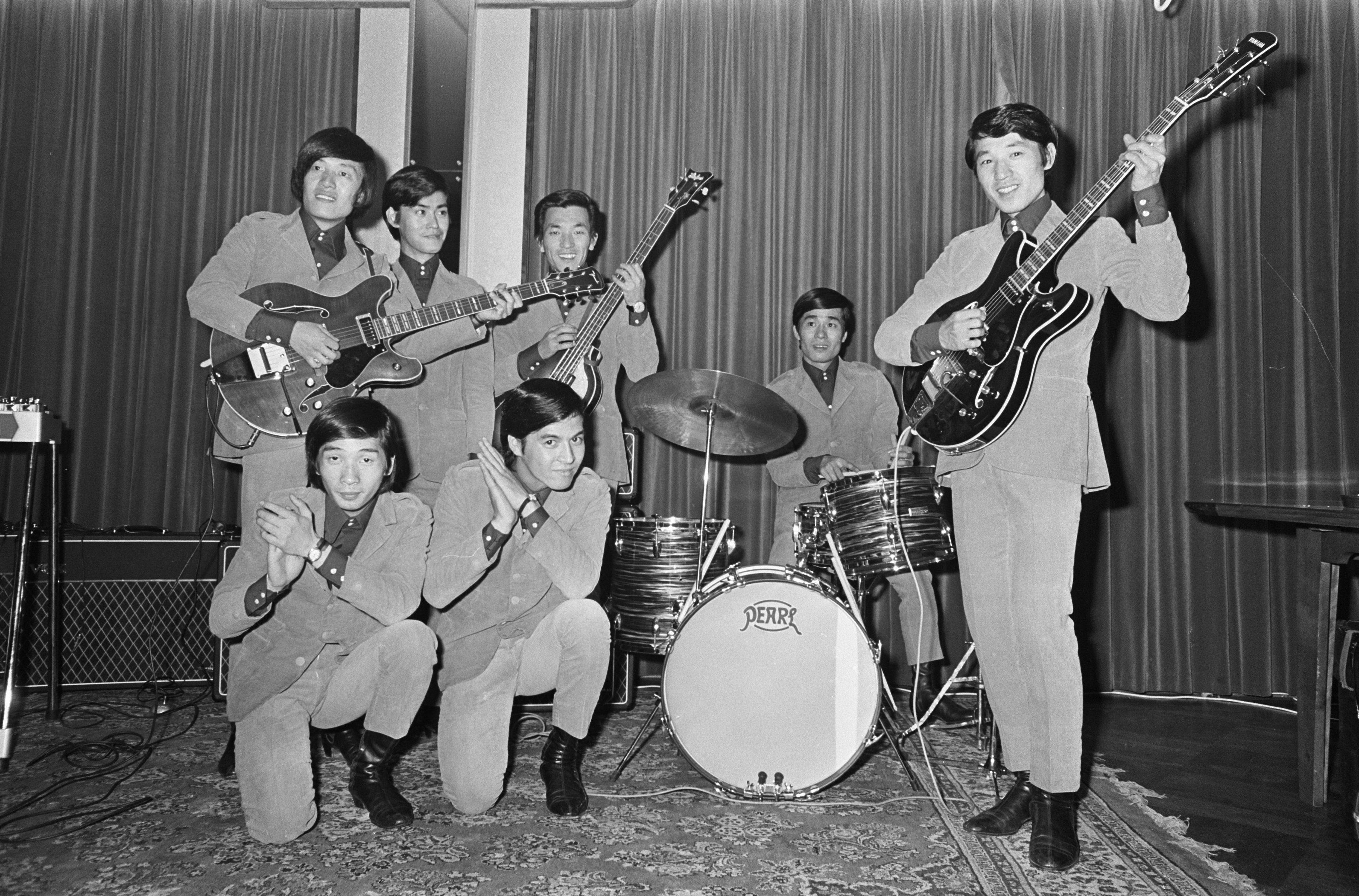
グループ・サウンズのひとつ ザ・スパイダース

グループ・サウンズ（またはグループ・サウンド、和製英語：group sounds）は、エレクトリック・ギターやエレキ・ベースなどの電気楽器を中心に数人で編成される、演奏および歌唱を行うグループ。欧米におけるベンチャーズやビートルズ、ローリング・ストーンズなどのロック・グループの影響を受けたとされ、1967年（昭和42年）から1969年（昭和44年）にかけて日本で大流行した。最盛期には300を超えるグループがあったといわれる。略称：GS。

## 概要
一見すると歌謡曲とは全くかけ離れたようにも見られるが、音楽ビジネスという観点から見れば、歌謡曲のヒットシステムの枠組みの中にあるもので、欧米のバンドサウンドのスタイルを取り入れて商業化しようと企画したのは、渡辺プロダクション（ナベプロ）などの芸能事務所が傘下に作った音楽出版社である。GSの代表曲は音楽出版社から依頼を受けたフリーの職業作家が手掛けた。
一般的に「グループ・サウンズ」といえば1960年代後半、ジャズ喫茶、ゴーゴー喫茶を中心に活動したロック・グループなどを指している。グループ・サウンズに共通することは、多くのグループがリード・ヴォーカル＋エレクトリック・ギター＋エレクトリックベース＋ドラムスといった編成をとっていた。例外的に、初期のザ・ハプニングス・フォーなどのギターのいないGS、初期シャープ・ホークスのような、ヴォーカリストの集団で、バックにプロのエレキバンドを従えたコーラスGSも存在していた。

## 歴史
ザ・スパイダースのメンバー・井上堯之は『月刊明星』1976年12月号のインタビューで「初期の頃のGSは、その前のウエスタンカーニバルやロカビリーなんかから派生して来たものが多い。同じスパイダースのかまやつひろしなんかもウエスタンの出身だしね。でもブームの渦中でもぼくらは常に新しいものを、と思ってたね。ビートルズの音楽やファッションのコピーもぼくらが最も早かったと思う」などと述べている。
エレキサウンドの導入に関してはGS以前に橋幸夫が「恋をするなら」や「チェッ・チェッ・チェッ -涙にさよならを-」「あの娘と僕」を、日本で大ヒットしたアストロノウツのエレキのインストゥルメンタル「太陽の彼方に」を寺内タケシとブルージーンズなどが歌唱をつけていずれもヒットしている（リズム歌謡参照）。
1965年5月、ビートルズなどイギリスのロックバンドの人気が日本にも広まる中で田辺昭知とザ・スパイダースが『フリフリ』を発売、この曲が最初のグループ・サウンズのレコードとされている。1966年3月にはジャッキー吉川とブルー・コメッツが「青い瞳」を発表した。
この年、6月30日からのビートルズ来日公演以降、エレクトリックギター等の楽器を自ら演奏しながら歌うグループが日本で次々とデビューするようになる。このことを受け、若者向け芸能雑誌「週刊明星」がこれらのグループや音楽を総括して「グループ・サウンズ」または「グループ・サウンド」と呼び始めたことをきっかけに広まった呼称とみられている。起源にはいくつかの説がある。1965年に寺内タケシが当時のブルージーンズのジャンルを記者から聞かれた際の「グループ・サウンドだ」「でもそれだと単数形だからグループ・サウンズのほうがいい」と言ったという説などがある。ブルージーンズはベンチャーズの影響を受けていた。ブルー・ジーンズ、ブルー・コメッツやザ・スパイダースのように、ビートルズ来日公演以前からプロのバンドとして活動していたもの、ゴールデン・カップスやザ・テンプターズのようにブルース・ロックを演奏していたバンド、ザ・タイガースらのように「ビートルズ」や「ローリング・ストーンズ」に影響を受けた学生が仲間内で結成したアマチュア出身のバンドもいた。60年代GSと言っても、各グループの音楽性には、かなりのばらつきがあった。
当時の音楽業界はまだまだ古い体制で、芸能プロや各レコード会社は職業作家であるプロの作曲家・作詞家にGSの曲を依頼したがった。そのため、コンサート、リサイタルなどでは自分たちの好きな洋楽ロック等を中心に演奏していたテンプターズ、ゴールデン・カップスらは反発を感じていた。ゴールデン・カップスのように、ライブでは「長い髪の少女」のようなシングル曲は絶対に演奏しないというポリシーを貫いたグループもいた。
GSブーム初期にはジャッキー吉川とブルー・コメッツ、ザ・スパイダースが人気グループとなり、GSブームの中期から後期にはザ・タイガース、ザ・テンプターズ、オックスが人気になった。
60年代当時の日本では、長髪やエレキギターといった要素は不良、若者の非行に結びつけられ、一般社会からの風当たりは非常に強かった。そのため、グループ・サウンズのコンサートを観に行った高校生には停学もしくは退学処分を下される学校もあった。また、コンサートに行くこと自体を禁止する中学校・高校が続出した。
1967年11月に行われたザ・タイガースの奈良あやめ池での野外コンサートで、ファンの転倒事故が発生、重軽傷者を出した。そのためNHKは、『歌のグランド・ショー』で既に収録済みだったザ・タイガースの出演部分をカットし、以後、短髪だったジャッキー吉川とブルー・コメッツを例外に、長髪系のグループ・サウンズの出入りを禁止した。また1968年5月にはザ・タイガースの女子高生ファンによるコンサート入場券偽造事件も起きた。
オックスがステージ上で行った失神パフォーマンスにより実際に失神する少女達が続出し、これを契機にPTAや教育関係者の反感を買うこととなった。そして事故防止のためグループ・サウンズのバンドにはコンサート会場を提供しないという劇場や自治体があらわれた。「レコード・コレクターズ」の特集では、メンバーによる自作自演を志向したGSグループに対し、プロの歌謡曲作家を起用させたいレコード会社が、なかにし礼や村井邦彦、筒美京平、鈴木邦彦、すぎやまこういち等の作詞家、作曲家を雇ったため、洋楽ロックのカバーなどをやりたくてもやれなかったという状況が採り上げられている。
1960年代にはピンキー・チックス、松田智加子とTokyo Pink Pearls（東京ピンク・パールズ）など、いくつかのプロの女性GS（事務所に所属）が存在した。女性GSのメンバーの中には、1970年代後半にディスコに転向した者も少数いた。後にサーフ・ロック風のゴールデンハーフもデビューしている。彼女らの「太陽の彼方」はアストロノーツのカバーだった。エミー・ジャクソンは早すぎた一人GSだったが、GS全盛期には中村晃子、黛ジュン、青山ミチ、小山ルミ、泉アキらの「一人GS」もデビューした。中村晃子の「虹色の湖」、黛ジュンの「天使の誘惑」「恋のハレルヤ」などは、大ヒットになった。黛ジュンの「土曜の夜、何かが起きる」は女性版GSの代表曲である。また、男性版一人GSの荒木一郎はヒット曲のほかに、「僕は君と一緒にロックランドにいるのだ」の意欲作をリリースした。また、歌舞伎俳優の6代目市川染五郎（現・松本白鸚）も男性版一人GSとして活動していた。GSブーム終焉から20年ほどたった1990年代に注目されるようになったのが、「カルトGS」である。ザ・レンジャーズの「赤く赤くハートが」、ザ・ジェノバの「サハリンの灯は消えず」、ザ・ボルテージの「イッツ・ア・マンズ・マンズ・ワールド」などは、カルトGSの代表的な作品例としてあげられている。
1968年夏頃にはGSブームはピークを迎え、100を超えるグループがレコードデビューを果たすも1969年春にはザ・タイガース、ザ・カーナビーツ、オックスなどの人気グループから主要メンバーが相次いで脱退し、またジャッキー吉川とブルー・コメッツは、ムード歌謡路線の曲まで録音した。70年頃には完全にGSブームは終焉を迎え、1971年に入るとほとんどのグループが解散・自然消滅した。ブームは5年ほどだった。
その後人気グループ・サウンズに於いてリード・ヴォーカルを務めていた人物の中からは、グループ解散後も歌手やミュージシャン、俳優、またタレントとして芸能界の第一線で活躍し続けている人物も多い。また他の楽器パートを務めていた人物にも、俳優、作曲家、スタジオミュージシャン、音楽プロデューサー、芸能事務所経営者等として、芸能界の重要人物へと納まっている者が何人か存在する。元ザ・テンプターズの萩原健一は1975年1月の日刊スポーツのインタビューで、GSブームを振り返り「自分のやってることが何かこうウソくさく映ってきたわけね。どっぷり酔わなかったんですよ。何か間違って、まぐれで当たっちゃった感じがあった」などと述べている。
1981年1月、東京・有楽町の日劇が取り壊されるのを前に、内田裕也を中心に『サヨナラ日劇ウエスタンカーニバル』が開催され、ザ・タイガース、ザ・スパイダース、ジャッキー吉川とブルーコメッツ、ザ・カーナビーツなど往年のグループ・サウンズが再結成した。ザ・タイガースは1981年11月に本格的な再結成が発表され、翌1982年に全国主要都市でのツアーを展開した。一方ザ・ワイルドワンズも、1981年に再結成し、21世紀も活動中である。またジャッキー吉川とブルー・コメッツは解散せず（いわゆるGSとしてのブルー・コメッツは1972年秋に解散＝再編成という形を採った）にメンバーチェンジを繰り返しながら活動を続けている。
また1988年から1993年にかけて、タイガース・メモリアル・クラブ・バンドと称したユニットが結成され、当時のヒット曲を次々と披露した。さらに、沢田研二の物真似をやっていた岩本恭生が彼らに感動し、ザ・タイガースのメンバーの内、加橋かつみ、森本太郎、岸部シローとザ・タイガースマニアというバンドを1993年に結成し、「涙のロマンス」をリリースした。2002年にはヴィレッジ・シンガーズの『亜麻色の髪の乙女』が島谷ひとみによってカバーされ（詳細はこちらの項目を参照）てスマッシュ・ヒットとなった。
GSはブームが去った後、いわゆる『懐メロ』として長らく扱われた。だが、1980年代半ばからのGS研究家、黒沢進による研究や近田春夫による再検証がおこなわれ、一部から注目されるようになった。モップスは、海外でも『サイケデリック・ロック』や『ガレージロック』、として評価されている。日本ではレーベル別の再編集アルバムや、ジャンル別のアルバム、発売当時そのままの紙ジャケット仕様によるCD再発などのリリースが相次いだ。
1980年代半ばに登場したC-C-Bは筒美京平が曲を提供していた。時をほぼ同じくして、GSファンの若い世代が東京のライブハウスを中心にGS風の曲を演奏する現象が見られた。当時の代表的なバンドは ザ・ファントムギフト、ザ・コレクターズ等が挙げられる。このムーブメントは一部のメディアに取り上げられたが、小さな現象であった。その後もデキシード・ザ・エモンズ等がGSを継承した。
そして21世紀以降もキノコホテル、ザ・キャプテンズ、ザ・シャロウズなどのGS風ロックバンドやGSフォロワーが生まれている。2010年以降は、元ジャッキー吉川とブルー・コメッツの三原綱木がプロデュースするザ・ジュリアンズなどのバンドが誕生している。

## 日本のグループ・サウンズ

### 主要10グループ・サウンズ
※黒澤進が定義する主要10グループ・サウンズ
- ヴィレッジ・シンガーズ（ヴィレッジシンガーズ）
- オックス
- ザ・カーナビーツ
- ザ・ゴールデン・カップス
- ザ・スパイダース（田辺昭知とザ・スパイダース）
- ザ・ジャガーズ
- ブルー・コメッツ（ジャッキー吉川とブルー・コメッツ）
- ザ・タイガース
- ザ・テンプターズ
- ザ・ワイルドワンズ（ザ・ワイルド・ワンズ、加瀬邦彦とザ・ワイルドワンズ等）

### その他のグループ・サウンズ
- アウト・キャスト（[18]G&Vo.水谷公生、Key. 穂口雄右）
- アダムス
- 井上宗孝とシャープ・ファイブ：曲「追憶」
- ザ・ヴァン・ドッグス[注 10]
- 内田裕也とザ・フラワーズ（内田裕也、Vo. 麻生レミ）
- 江田聖明とザ・ブレイズ
- ジ・エドワーズ（G. 大石吾朗）：曲「クライ・クライ・クライ」
- オリーヴ
- ザ・ガリバーズ
- ザ・キッパーズ[19]
- ザ・キングス
- ザ・クーガーズ
- ザ・サニー・ファイブ
- ザ・サベージ（B. 寺尾聰）
- ザ・ジェット・ブラザーズ
- ザ・ジェノバ：曲「サハリンの灯は消えず」
- ザ・シェリーズ
- ザ・ジャイアンツ[19]
- ザ・シャーウッド
- シャープ・ホークス（Vo. 安岡力也）
- ザ・スウィング・ウエスト（ザ・スィング・ウェスト等）（Vo. 湯原昌幸）
- スケルトンズ
- ズー・ニー・ヴー（Vo. 町田義人）
- ザ・スパローズ（G&Vo.中本直樹）
- ザ・スピリッツ
- ザ・ダイナマイツ[20]（Vo. 瀬川洋、G. 山口冨士夫）
- ザ・ダーツ
- ザ・タックスマン
- ザ・ターマイツ
- 千葉真一とザ・サタンズ[21][22]
- ザ・デビィーズ
- 寺内タケシとブルージーンズ、寺内タケシとバニーズ
- 東京ベンチャーズ（ザ・シルビーフォックス）
- ザ・ナポレオン
- ザ・ハプニングス・フォー（Key. クニ河内、Dr. チト河内）
- ザ・ハーフ・ブリード
- パープルシャドウズ（パープル・シャドウズ）
- ザ・バロネッツ
- ザ・バロン（G. 芹澤廣明、B. 若子内悦郎）
- ザ・ビーバーズ（Vo. 成田賢、G. 石間秀樹）
- ザ・フィンガーズ（G. 成毛滋）
- ザ・フェニックス (Vo.椿 晢也)
- 491（フォー・ナイン・エース）（Vo. ジョー山中）
- ブルー・シャルム（Key. 馬飼野康二）
- フレッシュメン[19]
- ザ・フローラル（Vo. 小坂忠、Key. 柳田ヒロ）
- ザ・ホワイト・キックス
- ザ・ボルテージ（ザ・ボルテイジ）[注 11]：曲「イッツ・ア・マンズ・マンズ・ワールド」
- ザ・マイクス（Vo. G. マイク真木、Vo. 高田恭子）
- ザ・マミーズ
- ザ・マミローズ
- ミッキー・カーチスとザ・サムライズ
- ムスタング[23]
- ザ・モージョ
- ザ・モップス（モップス）（Vo. 鈴木ヒロミツ、G. 星勝）
- ザ・ヤンガーズ[24]
- ザ・ライオンズ
- ザ・ラヴ（G. 藤田浩一）[注 12]
- ザ・ランチャーズ（Vo. G. 喜多嶋修）
- リンガーズ
- ザ・リンド&リンダース
- ザ・ルビーズ
- ザ・レインジャーズ（ザ・レンジャーズ）
- レオ・ビーツ
- ザ・クローズ
- ザ・スカイホークス
- ザ・ファンキー・プリンス曲:おやすみ大阪
- ザ・スコーピオン
- ザ・サン・フラワーズ曲:花のサンフランシスコ
- ザ・ベアーズ
- ザ・リリーズ 曲:黒い瞳のアデリーナ
- ジ・アップル
- ザ・イーグルス 曲:好きたったベチャ子
- ザ・ワンダース（Vo. G. B.朝コータロー、Vo.G. 尾崎紀世彦）

### 外国人のグループ・サウンズ
- ザ・クラックナッツ[注 13]
- デ・スーナーズ[注 13]
- ザ・リード
- カサノヴァ7

### 女性のグループ・サウンズ
- ピンキー・チックス
- ザ・キューピッツ
- クッキーズ

### 一人GS
- 中村晃子
- 6代目市川染五郎（2代目松本白鸚）
- 黛ジュン
- 荒木一郎
- 安西マリア
- 小山ルミ
- しばたはつみ（はつみかんな）
- 小畑ミキ
- 小川知子
- 奥村チヨ
- 木の実ナナ
- 泉アキ
- いしだあゆみ
- 夏木マリ
- 辺見マリ
- 渥美マリ
- 児島美ゆき
- 金井克子
- 弘田三枝子
- 江美早苗
- 沢知美
- ジュディ・オング
- 安倍律子（安倍里葎子）
- じゅん&ネネ

### 新世代のグループ・サウンズ
- キノコホテル
- ザ・キャプテンズ
- ザ・シャロウズ

## 日本国外におけるグループ・サウンズ
日本国外では、韓国において「グループ・サウンズ」という言葉が通用した。韓国では1970年代に入ってもロック・バンドを「グループ・サウンズ」と称していた。日本ほどの流行ではなかったが、ナイトクラブなどで人気を博していたという。
日本のGSに影響を受けたと思われる韓国のロック・バンドに、キーボーイズ（키보이스）がいる。